# Охоцимский, Дмитрий Евгеньевич
Дмитри́й Евге́ньевич Охоци́мский (26 февраля 1921, Москва — 18 декабря 2005, Москва) — советский и российский механик и математик, создатель научной школы в области динамики космического полёта, автор фундаментальных трудов в области прикладной небесной механики, робототехники и мехатроники. член-корреспондент АН СССР (1960), академик РАН (1991).

## Биография
Д. Е. Охоцимский родился и прожил всю жизнь в Москве. Его отец, Евгений Павлович Охоцимский, окончил юридический факультет МГУ и работал бухгалтером-экспертом. Дед со стороны отца, Павел Тимофеевич Охоцимский, поляк по национальности, был фармацевтом по образованию и владел гомеопатической аптекой в Москве. Мать, Вера Михайловна Короткевич-Гладкая, дочь рано умершего военного врача, в 1913 году закончила Николаевский сиротский институт благородных девиц в Санкт-Петербурге и преподавала немецкий язык. Во время первой мировой войны Евгений Павлович пошёл на фронт добровольцем. Он служил вольноопределяющимся в артиллерии и демобилизовался в 1917 году в чине прапорщика. Вера Михайловна всю войну проработала сестрой милосердия в госпитале в Ярославле. В 1918 году она приехала в Москву, где и встретила будущего супруга. До 1961 года семья проживала в двух комнатах коммунальной квартиры в старом доме по Большому Сергиевскому переулку.
В средней школе Дмитрий учился легко, был довольно спортивен, отлично плавал, обучался музыке в Гнесинском училище, но в 14 лет из-за болезни музыкальные занятия прекратил. В 1939 году окончил, с отличием, московскую среднюю школу № 281 и в том же году поступил на механико-математический факультет МГУ. Когда началась Великая Отечественная война, факультет был временно закрыт. Охоцимский вместе с другими студентами в июле 1941 года был мобилизован рыть противотанковые рвы, затем работал токарем на военном заводе. Был призван в Красную Армию, где служил рядовым, учился в военном училище, но осенью 1942 года был демобилизован по причине плохого зрения (близорукость высокой степени), окончил курсы трактористов при МГУ и работал трактористом на МТС в Рузском районе Московской области. В октябре 1943 года вернулся в университет, который окончил в 1945 году. Дипломную работу Охоцимский подготовил под научным руководством академика С. А. Христиановича.
Ещё будучи студентом, Д. Е. Охоцимский подготовил и в 1946 году опубликовал статью, посвящённую оптимизации полёта ракеты, в которой он нашёл аналитическое решение вариационной задачи, используя оригинальный метод, напоминающий в некоторых отношениях сформулированный позже общий принцип Понтрягина.
После окончания университета Д. Е. Охоцимский поступил в качестве младшего научного сотрудника на работу в Математический институт имени В. А. Стеклова АН СССР (МИАН) — в отдел, которым руководил Мстислав Всеволодович Келдыш, будущий президент Академии Наук СССР. Келдыш стал научным руководителем Охоцимского, успешно закончившего аспирантуру МИАН и в 1949 году защитившего кандидатскую диссертацию по ракетодинамике. Ещё в 1946 году Д. Е. Охоцимский организовал по поручению Келдыша в составе отдела небольшую группу учёных (С. С. Камынин, Т. М. Энеев, В. А. Егоров; чуть позже к группе присоединился В. А. Сарычев), занимавшихся динамикой космического полёта и ракетами — как баллистическими, так и крылатыми. В 1953 году отдел М. В. Келдыша был преобразован в Отделение прикладной математики, куда влилась и группа Охоцимского. В 1958 году Охоцимскому без защиты была присвоена степень доктора физико-математических наук.
М. В. Келдыш был главным научным консультантом советской космической программы, и под его руководством группа Охоцимского начала принимать активное участие в космических проектах. В 1966 году отдел Келдыша был преобразован в Институт прикладной математики АН СССР (ИПМ). Д. Е. Охоцимский возглавил отдел № 5 в этом институте, и руководил им до самой смерти. В отделе проводилась разработка баллистической части практически всех советских космических проектов. В частности, Д. Е. Охоцимский совместно с М. Л. Лидовым руководил выбором и расчётом траекторий, по которым летали советские «Луны» (начиная со знаменитой «Луны-3», сфотографировавшей обратную сторону Луны).
В 1959 году Д. Е. Охоцимский по инициативе Н. Г. Четаева пришёл на кафедру теоретической механики механико-математического факультета МГУ и стал профессором этой кафедры. С приходом Охоцимского на кафедре получило всестороннее развитие направление, связанное с механикой космического полёта. В 1962 году он возглавил кафедру и оставался во главе её до своей кончины.
Работая на кафедре, Д. Е. Охоцимский создал новый специальный курс «Динамика космических полётов», ставший обязательным для студентов кафедры теоретической механики. Его первое чтение в 1961 году имело огромный успех: аудитория 16-10 в Главном корпусе МГУ была полна. Кроме студентов и аспирантов кафедры теоретической механики, этот курс с большим интересом слушали и сотрудники других организаций. Охоцимский пригласил на кафедру в качестве профессоров ведущих сотрудников ИПМ, занимавшихся космической тематикой: В. В. Белецкого, В. А. Егорова, М. Л. Лидова, Т. М. Энеева и др. Под его руководством кафедра и отдел № 5 института функционировали как единый научный коллектив.
В 1960 году Д. Е. Охоцимского избирают членом-корреспондентом АН СССР, в 1991 году — действительным членом РАН.
С 1970 года под руководством Д. Е. Охоцимского на кафедре теоретической механики мехмата МГУ были (совместно с ИПМ АН СССР, Институтом механики МГУ и Институтом проблем передачи информации АН СССР) начаты работы по принципиально новой тематике — созданию робототехнических систем, способных к адаптивному поведению. В ходе данных работ велась разработка методов управления шестиногими и двуногими шагающими аппаратами, созданы сопряжённые с ЭВМ лабораторные макеты шестиногих шагающих аппаратов, снабжённые электромеханическими приводами и системой технического зрения, разработаны методы математического моделирования робототехнических систем, созданы алгоритмы построения движения аппарата, обеспечивающие его статическую устойчивость при преодолении препятствий и организацию прыжков, алгоритмы стабилизации движения аппарата и прокладки трассы на местности со сложным рельефом.
Материалы этих исследований легли в основу нового спецкурса Д. Е. Охоцимского и Ю. Ф. Голубева «Механика и управление движением автоматического шагающего аппарата», ставшего ключевым при подготовке специалистов по робототехнике. Дальнейшее расширение тематики данных исследований позволило создать на мехмате МГУ новую специализацию «мехатроника» (разработка механических систем с элементами искусственного интеллекта). В связи с этим в 1999 году кафедра теоретической механики по инициативе Д. Е. Охоцимского получила новое название: «кафедра теоретической механики и мехатроники».
Скончался 18 декабря 2005 года. Похоронен на Троекуровском кладбище в Москве.

## Научная деятельность
Основные области научных интересов Д. Е. Охоцимского: динамика космического полёта и управление движением ракет и космических аппаратов, механика и управление движением робототехнических систем с элементами искусственного интеллекта. Он подготовил более 35 кандидатов и 12 докторов наук, опубликовал более 200 научных работ, включая 3 монографии.

### Динамика космического полёта
Значительная часть научной деятельности Охоцимского была посвящена решению вариационных задач оптимизации космических полётов: как достичь конечной цели при минимальных затратах топлива. Работая на первых советских вычислительных машинах (ЭВМ «Стрела»), Охоцимский и его сотрудники разрабатывали и применяли на практике численные методы нового поколения и принципы программирования. После запуска первого спутника Охоцимский опубликовал ряд фундаментальных статей, обобщающих баллистические аспекты полётов спутников.
Под руководством Охоцимского в его отделе была собрана замечательная группа молодых талантов, которую называли «команда Келдыша». Многие из них стали известными учёными: Э. Л. Аким, Т. М. Энеев, В. А. Егоров, В. А. Сарычев, А. К. Платонов, М. Л. Лидов, В. В. Белецкий. Охоцимский участвовал в планировании многих космических полётов, в том числе к Луне, Марсу и Венере. Во время первых неудачных попыток стыковки космических кораблей «Союз» его анализ помог быстро установить и устранить причины раскачки. Совместно с Ю. Ф. Голубевым и Ю. Г. Сихарулидзе он разработал многошаговый адаптивный алгоритм управляемого входа в атмосферу Земли и планет с двойным погружением, позволяющий достичь точности приземления в несколько километров.
Он также предложил методпассивной стабилизации неуправляемого вращательного движения спутников с использованием градиента гравитационного поля и несферичности тензора инерции; идея данного метода, обеспечивавшего поддержание неизменной ориентации спутников без каких-либо затрат топлива на управление, была предложена Д. Е. Охоцимским ещё в 1954 году, а потом реализована в работах самого Охоцимского и его коллег.

### Вариационное исчисление
К числу значительных теоретических достижений Д. Е. Охоцимского относится развитие метода множителей Лагранжа для решения вырожденных задач вариационного исчисления. В 1946 году была опубликована уже упоминвшаяся статья Охоцимского, в которой он применительно к задачам ракетодинамики впервые со времён Леонарда Эйлера решил вырожденную вариационную задачу (позднее с помощью этого метода Д. Е. Охоцимский и его сотрудники решили ряд важных задач оптимизации полёта и конструкции ракет). Совместно с Т. М. Энеевым, В. А. Егоровым, В. В. Белецким, М. Л. Лидовым и другими он занимался вопросами оптимизации управления движением космических аппаратов.

### Гидродинамика и газодинамика
Хотя механика сплошных сред не была основной сферой его интересов, Д. Е. Охоцимскому принадлежат в этой области две работы, получившие широкую известность. В начале 1950-х гг. им и сотрудниками его отдела на только что введённой в эксплуатацию электронной вычислительной машине «БЭСМ» был выполнен численный расчёт ударной волны точечного взрыва в атмосфере сжимаемого газа. Это был первый расчёт распространения ударной волны ядерного взрыва, проведённый вплоть до фазы затухания. Статья с результатами расчётов была опубликована намного позже.
Запросы ракетной техники привлекли внимание исследователей к задаче о движении тел с полостями, частично заполненными жидкостью. Д. Е. Охоцимский разработал метод составления уравнений движений таких тел и нашёл в 1956 году аналитическое решение задачи о собственных колебаниях (резонансных частотах) жидкости в цилиндрической полости, имеющей прямое отношение к устойчивости ракет-носителей с баками, частично заполненными топливом.

### Робототехника и мехатроника
Видя потребности советской космической отрасли в автоматизированных машинах, Д. Е. Охоцимский в середине 1970-х годов стал заниматься робототехникой. Были разработаны шестиногие шагающие аппараты (имитирующие походку насекомых), созданы роботы с системой автономного зрения, способные подниматься по лестнице и преодолевать сложный рельеф. Позднее Охоцимский обратился к кругу задач, связанных с созданием и исследований мобильных колёсных роботов.
Научный стиль Охоцимского и его школы заключался в создании сложных алгоритмов, учитывающих реальную механику движения и приспособленных к решению конкретных задач. Он начинал с изучения и отработки простых элементов движения, постепенно переходя к созданию более сложных систем, считая, что подобным путём идёт и природа при создании живых существ.
Охоцимский интересовался также промышленными роботами, в особенности автоматизацией сборки при помощи манипуляторов. Такая сборка была смоделирована и полностью отработана применительно к некоторым изделиям машиностроения. Разрабатывались адаптивные алгоритмы с элементами обучения, способные реализовывать столь сложные движения, как наживление и закручивание гаек и болтов.
В 1970 году совместно с С. В. Фоминым Д. Е. Охоцимский организовал на механико-математическом факультете МГУ Всесоюзный семинар по теории систем с элементами искусственного интеллекта. На нём обсуждались новейшие механики робототехнических систем, искусственного интеллекта, теории динамических игр, систем технического зрения роботов и др. (позднее к руководству семинаром подключились Ю. Ф. Голубев и В. Е. Павловский).

## Административная и общественная деятельность
Охоцимский был весьма успешным организатором науки. Он сумел неформальную структуру своей научной школы органично подкрепить формальной структурой отдела, так что его школа и отдел в ИПМ составляли целостный эффективно функционирующий организм.
Д. Е. Охоцимский считал очень важным привлекать к новым научным разработкам молодёжь. На протяжении многих лет он был бессменным руководителем диссертационных советов в МГУ и в ИПМ РАН. По его инициативе в МГУ начиная с 1999 года проводятся ежегодные Всероссийские Научно-технические Фестивали Молодёжи «Мобильные роботы». Другим проектом, у истоков которого стоял Д. Е. Охоцимский, стал проект «Виртуальный футбол», предусматривающий создание системы компьютерного моделирования игры роботов-футболистов и проведение соревнований написанных студентами компьютерных программ, реализующих те или иные алгоритмы управления такими роботами.
Охоцимский занимался крупномасштабной научно-организационной деятельностью: исполнял обязанности заместителя академика-секретаря Отделения механики и процессов управления АН СССР / Российской Академии Наук, был членом Национального комитета по теоретической и прикладной механике, председателем Научно-технического комитета по робототехнике, членом бюро Российского национального комитета по автоматическому управлению, заместителем председателя Научного совета РАН по робототехнике и мехатронике. Д. Е. Охоцимский активно способствовал становлению робототехники в России.
Охоцимский всегда был убеждённым сторонником ведущей роли академии наук как организационного центра российской науки. Он был одним из пяти инициаторов создания Факультета управления и прикладной математики МФТИ.

## Личность и характер
Согласно воспоминаниям сотрудников, Д. Е. Охоцимский был активным, требовательным и нетерпимым к небрежности начальником, который был вместе с тем внимателен и заботлив, особенно по отношению к молодёжи. Он не жалел ни времени, ни сил, когда требовалось разобраться в трудностях, помочь найти решение и дать импульс работе. Охоцимский любил быть в курсе всех дел в отделе и на кафедре, что было нелегко, так как общая численность сотрудников была более ста человек. Общение с коллегами продолжалось после окончания рабочего дня в форме телефонных разговоров, которые затягивались допоздна.
Охоцимский никогда не курил и не пил крепких напитков; при подборе сотрудников в свой отдел он — среди прочих качеств кандидатов — обязательно учитывал и эти качества.
Охоцимский вдохновлялся практическими проблемами и видел научность скорее в новаторстве и глубине понимания задачи, нежели чем в её абстрактности. Он восхищался М. В. Келдышем, которого рассматривал как образец учёного и практика. Он не любил общих разговоров и часто говорил, что «истина всегда конкретна».
В неофициальной обстановке Д. Е. Охоцимский был мягким и доброжелательным человеком. Он умел удачно шутить и не обижался на шутки в свой адрес. В. В. Белецкий приводит пример такой шутки, получившей название «три принципа Дмитрия Евгеньевича»:
- Первый принцип. Подчинённый не имеет никаких претензий к опозданиям начальника на встречу, так как понимает, что у начальника есть дела более важные, чем встреча с подчинённым.
- Второй принцип. Хвалить подчинённого, если он того заслужил, бесполезно для дела, так как дело и без того идёт хорошо.
- Третий принцип. Ругать подчинённого, если он того заслужил, полезно для дела.

Впрочем, В. В. Белецкий упоминает и ещё один, главный (и уже не шуточный) принцип Д. Е. Охоцимского: «Дело требует всестороннего и подробного обсуждения постановки проблемы, методов её исследования, целей этого исследования, предсказания возможных и желательных результатов и способов оптимизации этих результатов. На это время не жалеть!»

## Учёные степени и звания
- Доктор физико-математических наук (1958)[8]
- Профессор механико-математического факультета МГУ (1959)[45]
- Заслуженный профессор МГУ (1995)[14]
- Иностранный член Сербской академии наук (2000)[18]

## Награды и премии
- Премия имени С. А. Чаплыгина (1951)[18]
- Орден Ленина (1956)[14]
- Ленинская премия (1957) — за вклад в обеспечение запуска Первого искусственного спутника Земли[8]
- Герой Социалистического Труда и Орден Ленина (1961) — за вклад в осуществление первого в мире полёта советского человека в космическое пространство на корабле-спутнике «Восток»[45][46]
- Орден Трудового Красного Знамени (1970, 1981)[14]
- Государственная премия СССР (1970) — за работы по исследованию динамики пассивных систем стабилизации искусственных спутников[47]
- Орден Октябрьской Революции (1975)[14]
- Серебряная медаль «За заслуги в деле изобретательства» Международной академии авторов научных открытий и изобретений (1999) — по совокупности работ[48]
- Золотая медаль имени М. В. Келдыша (2001) — за работы по механике[49]
- Премия им. П. Л. Чебышёва (2001)[18] — за выдающиеся результаты в области прикладной математики и механики
- Благодарность Президента Российской Федерации (13 ноября 2003) — за большой вклад в развитие отечественной науки, подготовку высококвалифицированных кадров и многолетнюю добросовестную работу
- Золотая медаль ВВЦ (2005) — за участие в организации выставки «Интеллектуальные и адаптивные роботы — 2005»[50]

## Память
- Малая планета 8062, открытая 13 марта 1997 года астрономом Н. С. Черных, была названа Okhotsymskij в честь Д. Е. Охоцимского[14][51].

## Монографии
- Голубев Ю. Ф., Охоцимский Д. Е., Сихарулидзе Ю. Г.  Алгоритмы управления космическим аппаратом при входе в атмосферу. — М.: Наука, 1975. — 400 с. — (Механика космического полёта).
- Голубев Ю. Ф., Охоцимский Д. Е.  Механика и управление движением автоматического шагающего аппарата. — М.: Наука, 1984. — 310 с.
- Охоцимский Д. Е., Сихарулидзе Ю. Г.  Основы механики космического полёта. — М.: Наука, 1990. — 445 с. — ISBN 5-02-014090-2.